# The sessions III
The sessions III is een livealbum van Tangerine Dream. Voor wat betreft de titel is het de opvolger van The sessions I en The sessions II. Opnamen vonden plaats tijdens concerten in Hamburg en Berlijn ter promotie van het album Quantum gate. Het album bevat twee sessies van 19 november 2017 en 7 februari 2018. Ook dit album werd opgedragen aan Edgar Froese.    

## Musici
- Thorsten Quaeschning – synthesizers, piano, sequencer
- Ulrich Schnauss – synthesizers, sequencer
- Hoshiko Yamane – elektrische viool, altviool

## Muziek
| Nr. | Titel                                                 | Duur  |
| --- | ----------------------------------------------------- | ----- |
| 1.  | Elbphilharmonie, Hamburg, 7 februari 2018, 10:05 p.m. | 35:14 |
| 2.  | Volksbühne, Berlijn, 19 november 2017, 9.10 p.m.      | 42:42 |